# Ronde van San Luis 2016
De 10e editie van de Ronde van San Luis was een wielerwedstrijd met de start op 18 januari 2016 vanuit San Luis naar de finish op 25 januari in dezelfde stad. De ronde maakte deel uit van de UCI America Tour 2016, in de categorie 2.1.

## Etappe-overzicht
| etappe | datum      | start                | finish         | type                | afstand  | winnaar            | klassementsleider   |
| ------ | ---------- | -------------------- | -------------- | ------------------- | -------- | ------------------ | ------------------- |
| 1e     | 18 januari | El Durazno           | El Durazno     | Ploegentijdrit      | 21,0 km  | Etixx-Quick Step   | Maximiliano Richeze |
| 2e     | 19 januari | San Luis             | Villa Mercedes | Vlakke rit          | 181,9 km | Fernando Gaviria   | Fernando Gaviria    |
| 3e     | 20 januari | Potrero de los Funes | La Punta       | Heuvelrit           | 131 km   | Peter Koning       | Peter Koning        |
| 4e     | 21 januari | San Luis             | Cerro El Amago | Bergrit             | 140 km   | Eduardo Sepúlveda  | Eduardo Sepúlveda   |
| 5e     | 22 januari | Renca                | Juana Koslay   | Individuele tijdrit | 168,7    | Germán Tivani      | Eduardo Sepúlveda   |
| 6e     | 23 januari | La Toma              | Merlo          | Bergrit             | 159,5    | Miguel Ángel López | Dayer Quintana      |
| 7e     | 24 januari | San Luis             | San Luis       | Vlakke rit          | 119,6    | Jakub Mareczko     | Dayer Quintana      |

2007 · 
2008 · 
2009 · 
2010 · 
2011 · 
2012 · 
2013 · 
2014 · 
2015 · 
2016 ·
2017
 Ronde van San Luis ·
 Ronde van Mexico ·
 Ronde van Californië ·
 Winston Salem Cycling Classic ·
 Philadelphia International Cycling Classic ·
 Ronde van Utah ·
 Ronde van Colorado ·
 Ronde van Alberta